# Haploporatia eremita
Haploporatia eremita ist eine Art der zu den Doppelfüßern gehörenden Samenfüßer und in den östlichen Alpen sowie einigen Mittelgebirgen Ostdeutschlands verbreitet.

## Merkmale
Die Körperlänge beträgt 10–16 mm. Der Körper besteht aus 30 Segmenten, ist gedrungen wurmförmig, die Körperoberfläche ist nicht glatt, sondern mit kleinen Seitenhöckern ausgestattet. Der Halsschild ist schmaler als der Kopf. Die Borsten sind mindestens so lang wie ein halber Körperring und auf jeder Seite des Kopfes befinden sich 19–24 Ommatidien. Der Körper ist dunkel gefärbt, meist mittel- bis dunkelbraun mit einer helleren Bauchseite. Die Borsten der Art wirken gekämmt. Durch den dunkleren Körper und die gekämmten Borsten unterscheidet sich die Art auch von Vertretern der Gattung Haasea, die einen helleren Körper und wirre Borsten aufweisen. Der Rücken weist einen sehr dünnen hellen Längsstrich auf, der Mastigophorophyllon saxonicum beispielsweise fehlt. Von Mastigona bosniensis unterscheidet sich die Art dadurch, dass der Rückenstrich bei H. eremita wesentlich schmaler ist. Zudem besitzen die Männchen von H. eremita am 7. Körperring bauchwärts lange Fortsätze, die M. bosniensis fehlen.

## Verbreitung
Bei Haploporatia eremita handelt es sich um eine Art mit Verbreitungsschwerpunkt in den Ostalpen. Die Art ist aus Deutschland, Österreich, Tschechien, Slowenien, Kroatien, Ungarn und eventuell Polen bekannt und erreicht somit ihre Nordwestgrenze in Deutschland. In den Alpen reicht das Areal westlich bis in die österreichischen Bundesländer Tirol und Salzburg und in Deutschland bis auf Höhe des Chiemsees. Östlich davon ist die Art überall in Österreich zu finden mit Ausnahme des Nordostens und ihr Verbreitungsgebiet zieht sich von hier bis nach Slowenien, Nordkroatien und Ungarn. Weiter nördlich zieht sich das Areal entlang der deutsch-österreichisch-tschechischen Grenzgebiete bis in die Mittelgebirge Ostdeutschlands und im Erzgebirge bis nach Tschechien.
In Deutschland lebt die Art im Süden und Osten Thüringens, im südwestlichen und südöstlichen Sachsen, wo die Art im 21. Jahrhundert bislang nicht mehr nachgewiesen wurde, im Nordosten Bayerns nahe der Grenze zu Thüringen und Sachsen, im südlichen Bayerischen Wald nahe der Donau (hier wurde die Art seit der ersten Hälfte des 20. Jahrhunderts nicht mehr nachgewiesen) und im Landkreis Berchtesgadener Land im Südosten Bayerns. Es existiert auch ein isolierter Fundpunkt aus den 80er-Jahren zwischen den Städten Moers, Krefeld und Duisburg, dieser ist vermutlich aber durch Verschleppung zu erklären und keines natürlichen Ursprungs.
Die Alpenart breitete sich während der Eiszeiten beim Vordringen der Gletscher bis ins Mittelgebirge aus, wobei ihre ökologische Valenz es ihr ermöglichte, beim Zurückweichen der Gletscher diese größeren zusammenhängenden außeralpinen Areale beizubehalten. Somit hat H. eremita Deutschland von den Alpen aus besiedelt.
In Deutschland galt die Art lange Zeit als verschollen, wurde dann jedoch wiederentdeckt. Sie gilt als sehr selten, aber ungefährdet.

## Lebensraum
Die montan verbreitete Art gilt als typische Art kühl-feuchter Wälder. Haploporatia eremita ist deutlich hygrophil. In Sachsen ist die Art unter anderem aus den besonders kühlen und luftfeuchten Bereichen von Blockhalden des Osterzgebirges bekannt, in Bayern und generell in Deutschland aus naturnahen Wäldern, an die die Art besonders stark gebunden ist.

## Lebensweise
Die meisten Funde der Art stammen aus dem Spätsommer und Herbst, zwischen August und November, wenn die adulten Tiere erscheinen. Zur Paarung versuchen die Männchen die Weibchen zu ergreifen. Dazu hebt das Männchen in Gegenwart eines Weibchens das vordere Drittel des Körpers vom Boden ab, bringt es nahe an das Weibchen heran, ohne dieses jedoch zu berühren, spreizt seine kräftigen vorderen Laufbeine ab, verharrt einige Sekunden und greift dann mit ihnen blitzschnell innerhalb einer Zehntelsekunde zu. Diese wenig ausgefeilte Methode erbringt aber auch nur einen geringen Erfolg, denn bei nur etwa 10 % der beobachteten Versuche erreichen die Männchen die Herbeiführung der Paarungsstellung.

## Taxonomie
Synonyme der Art lauten Heteroporatia bosniense Verhoeff, 1897, Heteroporatia vihorlaticum (Attems, 1899), Mastigona vihorlatica (Attems, 1899), Haploporatia simile eremita Verhoeff, 1909 (Haploporatia similis ist eine der drei heutzutage anerkannten Arten der Gattung Haploporatia), Heteroporatia eremita (Verhoeff, 1909) und Heteroporatia macrodon Wernitzsch, 1910.